# Ludwig Ruf
Ludwig Ruf ist ein ehemaliger deutscher Fußballspieler, der für den FC Bayern München aktiv war.

## Karriere
Ruf kam in der Saison 1947/48 in vier Punktspielen der Oberliga Süd, der seinerzeit höchsten deutschen Spielklasse, für den FC Bayern München zum Einsatz. Er debütierte am 8. Februar 1948 (20. Spieltag) als Mittelfeldspieler beim 4:1-Sieg im Heimspiel gegen die SpVgg Fürth und kam am darauffolgenden Spieltag, bei der 0:1-Niederlage im Auswärtsspiel gegen den FSV Frankfurt, zu einem weiteren Punktspiel. Beim 3:0-Sieg am 22. Februar 1948 (22. Spieltag) im Heimspiel gegen Kickers Offenbach erzielte er mit dem Treffer zum 2:0 in der 38. Minute sein einziges Oberligator. Sein letztes Punktspiel bestritt er am 1. Mai 1948 (31. Spieltag) beim 1:0-Sieg im Heimspiel gegen Rot-Weiss Frankfurt auf der Position des Stürmers.